# Макото Шинкај
Макото Шинкај (新海 誠 Shinkai Makoto) је јапански сценариста и режисер аниме филмова.
Рођен је 9. фебруара 1973. као Макото Ницу (新津 誠 Niitsu Makoto). Студирао је јапанску књижевност. Своју љубав према стваралачком раду приписује мангама, аниме филмовима и романима које је читао у средњој школи. Његов омиљени аниме филм је „Замак на небу”, кога је режирао Хајао Мијазаки. Многи су га упоређивали управо са овим чувеним јапанским режисером и називали га „новим Мијазакијем“. 

## Филмови
- Она и њена мачка - 1999
- Гласови далеких звезда - 2002
- Иза облака, обећано место - 2004
- 5 сантиметара у секунди - 2007